# Mons Maenalus

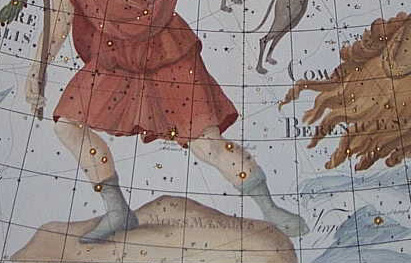
Constelación de Mons Maenalus

Mons Maenalus o el Monte Ménalo fue el nombre de una constelación creada por Johannes Hevelius en el siglo XVII, tal como publicó en su obra Firmamentum Sobiescianum. Esta constelación, situada entre las de Bootes y Virgo y generalmente considerada parte de la primera, simboliza a la montaña del mismo nombre que se encontraba en la región de Arcadia en Grecia, donde se supone estaba parado el Boyero. En la actualidad ya está obsoleta, siendo su estrella más brillante 31 Bootis, una gigante de tipo G de magnitud aparente 4,86.
La montaña tomó su nombre de la mitología griega. Algunos dicen que Ménalo fue el hijo mayor de Licaón, rey de Arcadia, lo que hizo de Ménalo hermano de Calisto y, por tanto, tío de su hijo Arcas, a quien según algunas interpretaciones representa la constelación de Bootes. Otros, sin embargo, afirman que fue en realidad el hijo de Arcas y, por tanto, el nieto de Calisto. De cualquier manera, Ménalo dio su nombre a la montaña, y en Arcadia a la ciudad de Ménalo la cual fundó. 